# 873 Mechthild
873 Mechthild eller 1917 CA är en asteroid i huvudbältet, som upptäcktes 21 maj 1917 av den tyske astronomen Max Wolf i Heidelberg. Den har fått sitt namn efter Mechthild av Magdeburg.
Asteroiden har en diameter på ungefär 34 kilometer.